# Die Schlangenpriesterin
Die Schlangenpriesterin (Originaltitel: Cobra Woman) ist ein US-amerikanischer Abenteuerfilm von Robert Siodmak aus dem Jahr 1944 mit María Montez.

## Handlung
Kurz vor der Hochzeit zwischen der Insulanerin Tollea und dem Seemann Ramu wird die Braut im Auftrag ihrer Großmutter auf ihre Heimatinsel, das Reich der Kobramenschen, entführt. Dort regiert Tolleas Zwillingsschwester, die Hohepriesterin Naja, gemeinsam mit ihrem Verlobten Martok. Regelmäßig wird eine große Zahl Einheimischer geopfert, um die angebetete Königskobra und den Zorn des aktiven Inselvulkans zu beschwichtigen. Tollea, die ältere der beiden und rechtmäßige Anwärterin auf den Thron, soll, so der Wunsch der Großmutter und Königin, Najas Schreckensherrschaft beenden. Derweil ist Tolleas Bräutigam Ramu ihr auf die Insel gefolgt, begleitet von seinem Freund Kado und einem klugen Schimpansen. Ramu verwechselt bei der ersten Begegnung Tollea mit Naja, die Gefallen an dem Fremdling findet. Ramu wird von Martok ins Gefängnis geworfen, kann aber flüchten und trifft Tollea wieder. Die Königin bittet ihn, allein in seine Heimat zurückzukehren, damit Tollea ihr Volk nach der Befreiung anführen kann. Martok ermordet die Königin, weil sie die Zustimmung zu seiner Hochzeit mit Naja und die Preisgabe von Tolleas Versteck verweigerte. Ramu wird erneut verhaftet und soll am nächsten Tag zusammen mit Kado hingerichtet werden. Tollea sucht Naja auf und fordert ihren Herrschertitel ein. Bei dem Versuch, Tollea mit einem Speer zu durchbohren, stürzt Naja aus einem Fenster zu Tode. Tollea zieht Najas Priesterkostüm an und eilt zum Tempel, um die Hinrichtung Ramus und Kados zu verhindern. Martok erkennt, dass die Hohepriesterin in Wirklichkeit Tollea ist, und es kommt zum Kampf zwischen Martoks Wächtern und Tolleas Verbündeten. Als Martok stirbt, erlischt der Vulkan, die Kobramenschen sind frei. Tollea verlässt mit Ramu und Kado die Insel.

## Hintergrund
Die Schlangenpriesterin war nach Draculas Sohn Robert Siodmaks zweiter Film für die Produktionsgesellschaft Universal Pictures. María Montez, Jon Hall und Sabu hatten zuvor gemeinsam unter anderem in Arabische Nächte gespielt. Obwohl die Dreharbeiten bereits im Juni 1943 beendet waren, startete der Film später als Siodmaks nächste Arbeit, Zeuge gesucht, die seinen erfolgreichen Film-noir-Zyklus einläutete. Rückblickend bezeichnete Siodmak Die Schlangenpriesterin als „albern, aber spaßig“.
Die Schlangenpriesterin startete am 17. Mai 1944 in New York. In der BRD lief der Film nicht in den Kinos, sondern wurde erstmals am 21. Dezember 1977 im Fernsehen (WDR 3/NDR 3/RB/SFB) ausgestrahlt.
2001 wurde Die Schlangenpriesterin im Rahmen des San Francisco International Film Festivals wiederaufgeführt, mit einer persönlichen Einführung durch Avantgarde-Regisseur Kenneth Anger. 2006 präsentierte Anger den Film erneut auf der Viennale.

## Kritiken
„Und wieder einmal wird das gehorsame Publikum auf magische Weise in den Schlaf gewiegt, mit dem verrücktesten Abenteuermärchen, das je außerhalb eines Comic-Strips aufgetischt wurde. […] Wollen Sie mehr wissen? Wollen Sie wissen, dass Frau Montez eine Doppelrolle als guter und böser Zwilling spielt, ohne dass der Hauch eines Unterschieds erkennbar ist? Wollen Sie wissen, dass der Königskobra-Tanz eine himmelschreiende Spelunkenveranstaltung ist und der Intelligenzgrad dieser ganzen Angelegenheit dem des Schimpansen gleicht? Wenn ja, raten wir Ihnen, diesen Film zu sehen. Er ist besser als die Witzeseiten, auf denen er offensichtlich basiert.“

„Fantasievolles Hollywood-Kino, hochstilisiert und farbenprächtig umgesetzt.“